# Band Together
Band Together Concert For Canterbury, Band Together (рус. Объединимся вместе) — благотворительный музыкальный концерт в поддержку жителей Кентербери (Новая Зеландия), пострадавших в результате сильного землетрясения в сентябре 2010 года. Концерт был проведён 23 октября 2010 года в Хэгли-парке, городском парке Крайстчерча.
Концерт был организован фронтменом коллектива Opshop, Джейсоном Керрисоном и новозеландским музыкальным продюсером Полом Эллисом. Концерт состоял из более 30 различных номеров, которые были представлены на двух сценах, возведённых в городском Хэгли-парке. Многие участники концерта приехали из других регионов Новой Зеландии, выразив тем самым поддержку со стороны этих регионов.
В концерте приняли участие мэр Крайстчерча Боб Паркер, премьер-министр Новой Зеландии Джон Ки, а также такие деятели массмедиа, как Хилари Берри, Джейсон Ганн, Саймон Барнетт. Концерт транслировался в прямом эфире на всю Новую Зеландию с полудня до 8 вечера на канале TV3.

## Исполнители
Список исполнителей, в порядке выступления:
1. Мальвина Мейджор[англ.]
2. Те-Котаитанга-Капа-Хака (маори Te Kotahitanga Kapa Haka)
3. Че Фу[англ.]
4. King Kapisi[англ.]
5. Дейн Рамбл[англ.]
6. A’ppreeshiate
7. Натан Кинг[англ.]
8. Clap Clap Riot[англ.]
9. Рей Коламбус[англ.]
10. Дина Ли[англ.]
11. Ivy Lies[англ.]
12. Берри Сандерс (англ. Barry Saunders) и The Eastern с Линдоном Паффином (англ. Lindon Puffin)
13. The Dukes
14. Джулия Динс[англ.]
15. Аника Моа[англ.]
16. Swarm Dance Crew
17. Minuit[англ.]
18. The Feelers[англ.]
19. The Bats[англ.]
20. Evermore
21. Midnight Youth[англ.]
22. Бик Рунга
23. Opshop
24. Джошуа «Джей» Уильямс[англ.]
25. Дейв Доббин[англ.]
26. The Exponents[англ.]